# 신구시
신구시(일본어: 新宮市)는 일본 와카야마현 남부의 구마노강 하구에 있는 도시이다. 예전에는 히가시무로군에 속했다.
구마노강 하구의 서쪽에 있으며, 구마노 3산 중 하나인 구마노하야타마타이샤의 몬젠마치로 번성하였다. 또 구마노 본궁 타이샤의 입구로 구마노강의 수운 교통을 이용한 목재의 집산지이기도 했다. 현재도 구마노 지방(옛 모루군)의 중심 도시 중 하나이다. 1942년에 시로 승격해 신구시가 성립했고 2005년에 히가시무로군 구마노가와정을 합병해 새로운 신구시가 성립했다.

## 지리
태평양측 기후에 속해 기후는 온난하지만 비가 많아 "태풍 긴자"로 유명한 지역이다. 옛 다마키구치촌 지구는 월경지이다.
| 신구시의 기후                                                | 신구시의 기후 | 신구시의 기후 | 신구시의 기후 | 신구시의 기후 | 신구시의 기후 | 신구시의 기후 | 신구시의 기후 | 신구시의 기후 | 신구시의 기후 | 신구시의 기후 | 신구시의 기후 | 신구시의 기후 | 신구시의 기후    |
| 월                                                           | 1월           | 2월           | 3월           | 4월           | 5월           | 6월           | 7월           | 8월           | 9월           | 10월          | 11월          | 12월          | 연간             |
| ------------------------------------------------------------ | ------------- | ------------- | ------------- | ------------- | ------------- | ------------- | ------------- | ------------- | ------------- | ------------- | ------------- | ------------- | ---------------- |
| 역대 최고 기온 °C (°F)                                       | 21.7 (71.1)   | 24.8 (76.6)   | 27.8 (82.0)   | 31.5 (88.7)   | 34.2 (93.6)   | 36.3 (97.3)   | 37.9 (100.2)  | 38.4 (101.1)  | 37.4 (99.3)   | 32.8 (91.0)   | 27.1 (80.8)   | 24.0 (75.2)   | 38.4 (101.1)     |
| 일평균 최고 기온 °C (°F)                                     | 11.9 (53.4)   | 12.8 (55.0)   | 15.7 (60.3)   | 19.9 (67.8)   | 23.3 (73.9)   | 25.8 (78.4)   | 30.0 (86.0)   | 30.9 (87.6)   | 28.0 (82.4)   | 23.7 (74.7)   | 19.1 (66.4)   | 14.3 (57.7)   | 21.3 (70.3)      |
| 일일 평균 기온 °C (°F)                                       | 7.6 (45.7)    | 8.3 (46.9)    | 11.3 (52.3)   | 15.7 (60.3)   | 19.4 (66.9)   | 22.4 (72.3)   | 26.3 (79.3)   | 27.2 (81.0)   | 24.6 (76.3)   | 20.0 (68.0)   | 15.0 (59.0)   | 9.9 (49.8)    | 17.3 (63.2)      |
| 일평균 최저 기온 °C (°F)                                     | 3.6 (38.5)    | 4.2 (39.6)    | 7.0 (44.6)    | 11.5 (52.7)   | 15.7 (60.3)   | 19.4 (66.9)   | 23.3 (73.9)   | 24.3 (75.7)   | 21.8 (71.2)   | 16.9 (62.4)   | 11.4 (52.5)   | 6.0 (42.8)    | 13.8 (56.8)      |
| 역대 최저 기온 °C (°F)                                       | −3.4 (25.9)   | −4.6 (23.7)   | −1.7 (28.9)   | 2.3 (36.1)    | 8.7 (47.7)    | 13.8 (56.8)   | 17.3 (63.1)   | 18.0 (64.4)   | 13.5 (56.3)   | 7.2 (45.0)    | 2.5 (36.5)    | −0.9 (30.4)   | −4.6 (23.7)      |
| 평균 강수량 mm (인치)                                        | 110.1 (4.33)  | 151.8 (5.98)  | 259.8 (10.23) | 299.1 (11.78) | 311.7 (12.27) | 444.6 (17.50) | 342.2 (13.47) | 276.4 (10.88) | 443.0 (17.44) | 401.0 (15.79) | 184.0 (7.24)  | 109.6 (4.31)  | 3,332.9 (131.22) |
| 평균 강수일수 (≥ 1.0 mm)                                     | 6.4           | 7.4           | 10.8          | 10.7          | 11.2          | 15.0          | 12.6          | 11.9          | 13.8          | 11.9          | 8.1           | 6.1           | 125.9            |
| 평균 월간 일조시간                                           | 200.1         | 182.6         | 196.4         | 196.2         | 183.7         | 127.4         | 174.4         | 209.1         | 145.8         | 149.4         | 165.1         | 194.2         | 2,124.3          |
| 출처: 일본 기상청 (평년값: 1991년~2020년, 극값: 1979년~현재) |               |               |               |               |               |               |               |               |               |               |               |               |                  |

### 인접 자치체
- 와카야마현: 다나베시, 고자가와정, 나치카쓰우라정
- 미에현: 구마노시, 기호정
- 나라현: 도쓰카와촌

## 역사
고대에 신구는 구마노 국조의 영토에 속했고 일본서기에는 구마노 신읍으로 등장한다. 센고쿠 시대에는 호리우치씨가 신구를 중심으로 구마노 지방을 다스렸다.
에도 시대에는 기이번의 영토에 들어갔다. 기이번 시대에 기이국 남쪽의 요충지로 중시되어 도쿠가와 요리노부가 와카야마에 들어가면서 신구에 미즈노씨가 성대로 들어갔다. 신구 성대 미즈노 다다나카는 에도 막부 말기에 기이 지방 영주 도쿠가와 이에모치를 14대 쇼군으로 옹립하는 등 중앙 정계에서도 활약을 보였다. 메이지 유신 때 신구번이 되었다.
- 1889년 - 정촌제 시행에 따라 신구정, 미와사키촌, 다카다촌이 성립하였다.
- 1933년 10월 1일 - 신구정과 미와사키정이 합병해 신구시가 성립하였다.
- 1956년 9월 30일 - 다카다촌을 편입하였다.
- 1959년 7월 15일 - 기세이 본선이 개통하였다.
- 2005년 10월 1일 - 신구시와 구마노가와정의 신설 합병으로 새로운 신구시가 성립하였다.

## 명소
- 서복 공원

## 교통

### 철도
서일본 여객철도와 도카이 여객철도가 나눠서 운영하는 기세이 본선이 지나며, 이는 신구시의 유일한 철도 노선이다. 신구역을 기준으로 나치카쓰우라정 쪽으로는 서일본 여객철도가 "기노쿠니선"으로, 미에현 쪽으로는 도카이 여객철도가 관리하고 있다. 신구시 안에 있는 기세이 본선의 철도역은 아래와 같다.
- (← 미에현 미나미무로군 기호정) - 신구역 - 미와사키역 - 기이사노역 - (나치카쓰우라정 →)

### 도로
- 국도 제42호선
- 국도 제168호선
- 국도 제169호선
- 국도 제311호선 (일본)(일본어판)

## 인구
| 연도 | 인구   | ±%     |
| ---- | ------ | ------ |
| 1960 | 45,666 | —      |
| 1970 | 42,073 | −7.9%  |
| 1980 | 42,428 | +0.8%  |
| 1990 | 38,140 | −10.1% |
| 2000 | 35,176 | −7.8%  |
| 2010 | 31,493 | −10.5% |